# Rothenstein
Rothenstein est une commune allemande de l'arrondissement de Saale-Holzland, Land de Thuringe.

## Géographie
Rothenstein est traversée par la Saale, le quartier d'Oelknitz se situe sur la rive gauche.
| Milda      | Iéna        | Sulza Großbockedra |
| Altenberga | Rothenstein | Kleinbockedra      |
|            | Schöps      | Unterbodnitz       |

Rothenstein se trouve sur la Bundesstraße 88 et la ligne de Großheringen à Saalfeld.

## Histoire
Des fouilles archéologiques près d'Oelknitz montrent la présence de chasseurs de chevaux sauvages au Magdalénien, vers 12 000 ans avant J. C. On trouve aussi des statuettes de femmes.
Après la chute de l'empire de Thuringe en 531, les populations slaves s'installent au VIIIe siècle sur les deux rives de la Saale. Ils sont rejoints ensuite par des Sorabes et des Francs.
Au début du IXe siècle, Rothenstein est mentionné pour la première fois dans le Breviarium Sancti Lulli sous le nom de "Rodostein".
En 1480, le village dépose son propre règlement. En 1525, le juge du village Jacob Eylinger appelle les paysans à ne pas payer les impôts pour s'opposer à l'empire.
En 1564, Großbockedra est la scène d'une chasse aux sorcières. Une femme est exécutée.
Lors d'une tempête en 1613, qu'on surnommera le "Déluge de Thuringe", le territoire de Rothenstein est entièrement submergé. La prospérité du village s'explique par sa position sur la route entre Nuremberg et Leipzig, près des gués de la Saale, qui constitue la frontière entre le duché de Saxe-Altenbourg et le duché de Saxe-Weimar.
Au cours de la guerre de Trente Ans, le village et l'église sont pillés par des bandes armées. Lors de son passage en 1634, Bernard de Saxe-Weimar rend un calice volé dans l'église.
Pendant la Seconde Guerre mondiale, des prisonniers de guerre et travailleurs forcés de Pologne et d'autres pays sont présents dans les mines de kaolin et les usines. Au cimetière du village, il y a trois tombes de travailleurs forcés, dont l'un a été abattu en février 1945.

### Abri souterrain
L'Armée rouge, qui s'installe dans le village au moment de sa libération, bâtit jusqu'en 1950 un immense espace souterrain de stockage pour les armes et munitions. Dans les années 1970, la Nationale Volksarmee est responsable du plus grand dépôt militaire en Europe centrale. Dans les années 1990, la Bundeswehr modernise le système de tunnel de 5 000 m de long pour l'air conditionné, l'alimentation en eau et de secours. En 2004, l'espace militaire est vendu à une entreprise qui en fait de 2009 à 2013 un centre d'exploitation de données informatiques. Elle suspend son activité en 2013. En juin 2015, la société américaine Vivos présente le projet d'une reconversion en établissement de luxe anti-atomique. Elle estime qu'en cas d'explosion nucléaire, 6 000 personnes pourraient y vivre mais son site en septembre 2020 indique qu'il disponible pour 800 membres. Le complexe nommé Vivos Europa One s'étend sur 21 108 mètres carrés sous terre, avec 4 079 mètres carrés supplémentaires de bureaux hors sol et de bâtiments d'entrepôt, ainsi qu'un dépôt d'entretien des trains,.

## Personnalités liées à la commune
- Johann Friedrich Vulpius (1676-1759), pasteur, grand-père de Christiane, épouse de Goethe.
- Erich Bromme (1906-1986), historien.
- Gerhard Arlt (1910-1992), peintre.

## Source de la traduction
- (de) Cet article est partiellement ou en totalité issu de l’article de Wikipédia en allemand intitulé « Rothenstein » (voir la liste des auteurs).